# Ustaritz Aldekoaotalora
Ustaritz, właśc. Ustaritz Aldekoaotalora Astarloa (ur. 16 lutego 1983 w Abadiño) – piłkarz hiszpański narodowości baskijskiej grający na pozycji środkowego obrońcy. Wychowanek baskijskiego klubu Athletic Bilbao. W 2011 roku wypożyczono go do Realu Betis.

## Kariera klubowa
- Debiut w Primera División: 22.01.2006 w meczu Real Sociedad - Athletic 3:3.

Jest wychowankiem Athletic Bilbao. Pierwsze dwa sezony w seniorskich rozgrywkach spędził w filii Athletic Bilbao - CD Baskonia. Przez następne 2,5 sezonu grał w rezerwach Athletic Bilbao. W pierwszym zespole zadebiutował  09.07.2005 w meczu pucharu Intertoto: Athletic Bilbao - Ecomax Cluj (Rumunia) 1:0.